# Réseau routier de la Charente-Maritime
Cet article présente l'histoire, les caractéristiques et les événements significatifs ayant marqué le réseau routier du département de la Charente-Maritime en France.
Au 31 décembre 2017, la longueur totale du réseau routier du département de la Charente-Maritime est de 18 807 kilomètres, se répartissant en 136 kilomètres d'autoroutes, 124 kilomètres de routes nationales, 6 084 kilomètres de routes départementales et 12 463 kilomètres de voies communales. 

## Histoire

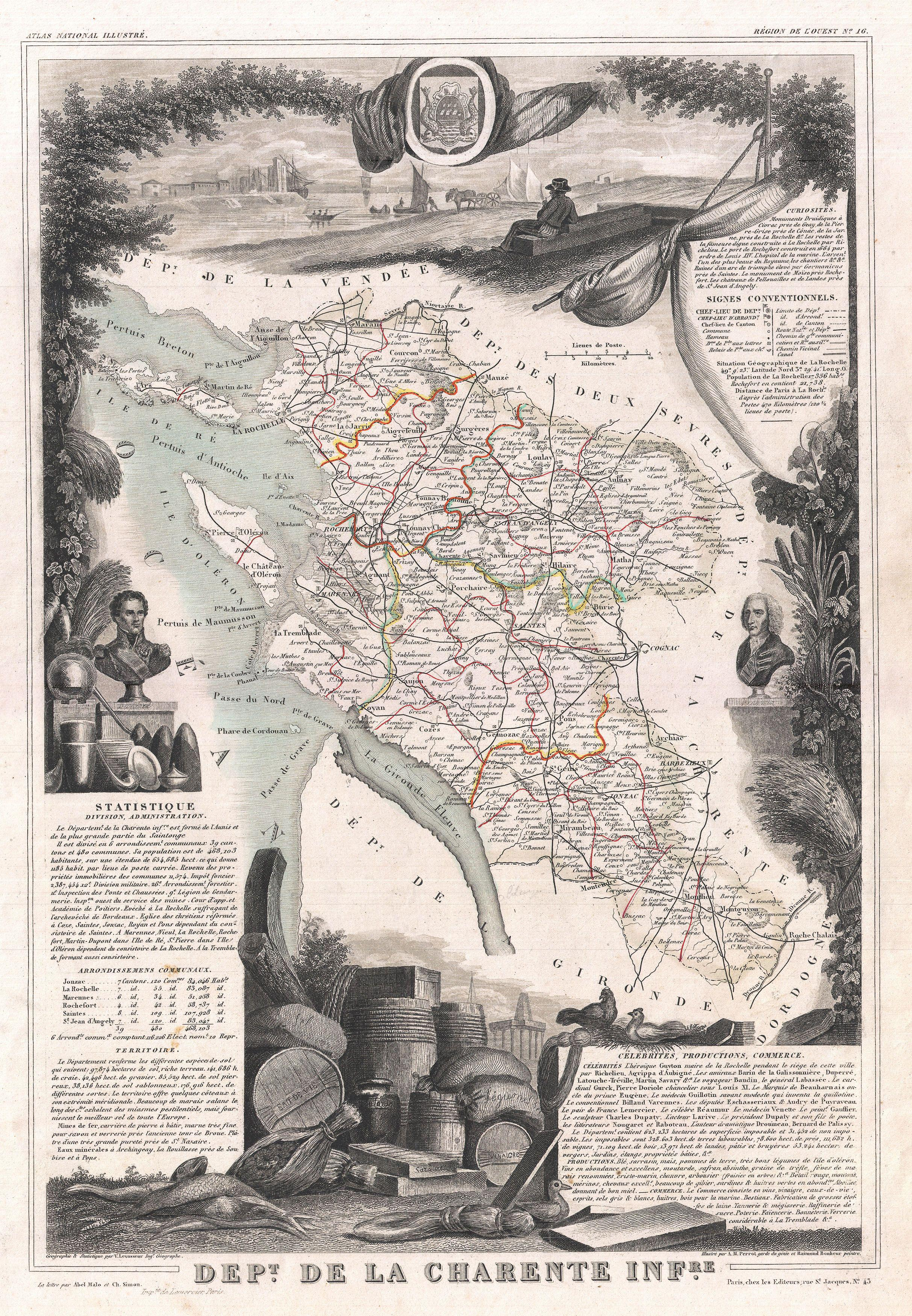
Carte Levasseur du département de la Charente-Maritime (1852)

### XVIIIesiècle
De 1750 à 1784, l’ensemble du réseau routier est pour la première fois cartographié à grande échelle (au 86400e) et de manière complète par Cassini de Thury, à la demande de Louis XV. Ces cartes sont d’une grande richesse toponymique, mais d’une grande pauvreté quant à la figuration du relief et de l’altimétrie. De même les chemins secondaires sont rarement représentés, du fait d’une part de leur état médiocre, d’autre part de leur faible importance économique.

### XIXesiècle
L’Atlas national illustré réalisé par Victor Levasseur est un précieux témoignage du XIXe siècle, les cartes coloriées à la main sont entourées de gravures indiquant statistiques, notes historiques et illustrations caractéristiques des départements. Sur ces cartes sont représentées les routes, voies ferrées et voies d'eau. Par ailleurs, les départements sont divisés en arrondissements, cantons et communes.

### XXesiècle

#### Réforme de 1930
Devant l'état très dégradé du réseau routier au lendemain de la Première Guerre mondiale et l'explosion de l'industrie automobile, l'État, constatant l'incapacité des collectivités territoriales à remettre en état le réseau routier pour répondre aux attentes des usagers, décide d'en prendre en charge une partie. L'article 146 de la loi de finances du 16 avril 1930 prévoit ainsi le classement d'une longueur de l'ordre de 40 000 kilomètres de routes départementales dans le domaine public routier national.
En ce qui concerne le département de la Charente-Maritime, ce classement devient effectif à la suite du décret du 28 décembre 1930.

#### Réforme de 1972
En 1972, un mouvement inverse est décidé par l'État. La loi de finances du 29 décembre 1971 prévoit le transfert dans la voirie départementale de près de 53 000 kilomètres de routes nationales. Le but poursuivi est :
- d'obtenir une meilleure responsabilité entre l'État et les collectivités locales en fonction de l'intérêt économique des différents réseaux,
- de permettre à l'État de concentrer ses efforts sur les principales liaisons d'intérêt national,
- d'accroître les responsabilités des assemblées départementales dans le sens de la décentralisation souhaitée par le gouvernement,
- d'assurer une meilleure gestion et une meilleure programmation de l'ensemble des voies.

Le transfert s'est opéré par vagues et par l'intermédiaire de plusieurs décrets publiés au Journal Officiel. Après concertation, la très grande majorité des départements a accepté le transfert qui s'est opéré dès 1972. En ce qui concerne le département de la Charente-Maritime, le transfert est acté avec un arrêté interministériel publié au journal officiel le 22 décembre 1972.

### XXIesiècle

#### Réforme de 2005
Une nouvelle vague de transferts de routes nationales vers les départements intervient avec la loi du 13 août 2004 relative aux libertés et responsabilités locales, un des actes législatifs entrant dans le cadre des actes II de la décentralisation où un grand nombre de compétences de l'État ont été transférées aux collectivités locales. Dans le domaine des transports, certaines parties des routes nationales sont transférées aux départements et, pour une infime partie, aux communes (les routes n'assurant des liaisons d'intérêt départemental). 
Le décret en Conseil d’État définissant le domaine routier national prévoit ainsi que l’État conserve la propriété de 8 000 kilomètres d’autoroutes concédées et de 11 800 kilomètres de routes nationales et autoroutes non concédées et qu'il cède aux départements un réseau de 18 000 kilomètres. 
Dans le département de la Charente-Maritime, le transfert est décidé par arrêté préfectoral signé le 14 décembre 2005. 172 kilomètres de routes nationales sont déclassées. La longueur du réseau routier national dans le département passe ainsi de 299 kilomètres en 2004 à 147 en 2006 pendant que celle du réseau départemental s'accroît de 5 805 à 5 995 kilomètres.

#### Schéma routier départemental
Le département a décidé le 19 décembre 2008 de la mise en place d'un schéma directeur, intitulé « Schéma routier départemental », consacré à l'état des lieux, l'amélioration et la surveillance du réseau de routes départementales, ainsi qu'à la prise en compte des enjeux de développement durable dans ce domaine. Ce plan est censé couvrir la période de temps entre 2010 et 2030.

#### Vitesses ré-haussée à 90 km/h
En février 2021, le département ré-haussée la limitation de vitesse à 90 km/h sur 108 kilomètres de routes départementales.
Les sections de routes concernées se trouvent sur la route départementale 137 , la route départementale 150, la route départementale 10, route départementale 105 et la route départementale 731.

## Caractéristiques

### Consistance du réseau
Le réseau routier comprend cinq catégories de voies : les autoroutes et routes nationales appartenant au domaine public routier national et gérées par l'État, les routes départementales appartenant au domaine public routier départemental et gérées par les conseils généraux et les voies communales et chemins ruraux appartenant respectivement aux domaines public et privé des communes et gérées par les municipalités. Le linéaire de routes par catégories peut évoluer avec la création de routes nouvelles ou par transferts de domanialité entre catégories par classement ou déclassement, lorsque les fonctionnalités de la route ne correspondent plus à celle attendues d'une route de la catégorie dans laquelle elle est classée. Ces transferts peuvent aussi résulter d'une démarche globale de transfert de compétences d'une collectivité vers une autre.
En Charente-Maritime, le réseau routier départemental est lui-même divisé en trois catégories : la catégorie 1 regroupe les routes supportant le plus fort trafic ; la catégorie 2 contient des routes moins fréquentées, mais contribuant tout de même au maillage principal du réseau routier du département ; la catégorie 3 recense surtout les voies à usage local, qui constituent la majorité des routes du réseau. Le maillage principal (routes départementales de catégories 1 et 2) tel qu'il existait en 2010 avait été conçu pour desservir tous les chefs-lieux de canton du département.
Au 31 décembre 2011, la longueur totale du réseau routier du département de la Charente-Maritime est de 17 641 kilomètres, se répartissant en 136 kilomètres d'autoroutes, 127 kilomètres de routes nationales, 6 038 kilomètres de routes départementales et 11 340 kilomètres de voies communales. 
Il occupe ainsi le 5e rang au niveau national sur les 96 départements métropolitains quant à sa longueur et le 12e quant à sa densité avec 2,6 kilomètres par km2 de territoire.
Trois grandes réformes ont contribué à faire évoluer notablement cette répartition : 1930, 1972 et 2005.
L'évolution du réseau routier entre 2002 et 2017 est présentée dans le tableau ci-après.
|                        | 2002   | 2003   | 2004   | 2005   | 2006   | 2007   | 2008   | 2009   | 2010   | 2011   | 2012   | 2013   | 2014   | 2015   | 2016   | 2017   |
| ---------------------- | ------ | ------ | ------ | ------ | ------ | ------ | ------ | ------ | ------ | ------ | ------ | ------ | ------ | ------ | ------ | ------ |
| Autoroutes             | 132    | 132    | 136    | 135    | 135    | 136    | 136    | 136    | 136    | 136    | 136    | 136    | 136    | 136    | 136    | 136    |
| Routes nationales      | 298    | 298    | 299    | 147    | 147    | 130    | 127    | 127    | 127    | 127    | 124    | 124    | 124    | 124    | 124    | 124    |
| Routes départementales | 5 831  | 5 834  | 5 805  | 5 800  | 5 995  | 5 986  | 6 003  | 6 003  | 6 021  | 6 038  | 6 083  | 6 083  | 6 084  | 6 088  | 6 081  | 6 084  |
| Voies communales       | 9 346  | 9 419  | 9 610  | 9 755  | 9 895  | 10 188 | 10 188 | 10 784 | 11 340 | 11 340 | 11 671 | 11 837 | 11 837 | 11 997 | 12 342 | 12 463 |
| TOTAL                  | 15 607 | 15 683 | 15 850 | 15 837 | 16 172 | 16 440 | 16 454 | 17 050 | 17 624 | 17 641 | 18 014 | 18 180 | 18 181 | 18 345 | 18 683 | 18 807 |

## Exploitation du réseau

### Routes nationales
En 2007, le nouveau réseau routier national modifie l'organisation des services routiers en Charente-Maritime. 
La direction interdépartementale des routes Atlantique (DIRA), basée à Bordeaux, exploite le réseau routier national (RRN) composé dans le département de la RN 10, la RN 150 de Royan à Saintes (Route Centre-Europe Atlantique), la RN 141 de Saintes à la limite du département de la Charente, la RN 11 ainsi que la rocade de La Rochelle entre Aytré et le port de La Pallice.
L'exploitation des 170 km du réseau national d'intérêt local est transféré quant à lui au conseil général de la Charente-Maritime qui comprend la RN 137 entre Aytré et la Gironde ainsi que la RN 150 de Saintes jusqu'au département des Deux-Sèvres.